# Agostadero, delstaten Mexiko
Agostadero, även San José Agostadero, är en ort i Mexiko, tillhörande kommunen Acambay de Ruíz Castañeda i den västra delen av delstaten Mexiko, i den centrala delen av landet. Orten hade 645 invånare vid folkräkningen 2010.